# Polemon barthii
Polemon barthii (гвінейська змієїдна змія) — вид отруйних змій родини земляних гадюк (Atractaspididae). Мешкає в Західній Африці. Вид названий на честь німецького дослідника Генріха Барта.

## Поширення і екологія
Гвінейські змієїдні змії мешкають в Сьєрра-Леоне, Гвінеї, Ліберії, Кот-д'Івуарі і Гані. Вони живуть у вологих тропічних лісах, на висоті до 600 м над рівнем моря.